# Lophodermium lauri
Lophodermium lauri är en svampart som först beskrevs av Elias Fries, och fick sitt nu gällande namn av Rehm 1887. Lophodermium lauri ingår i släktet Lophodermium och familjen Rhytismataceae.   Inga underarter finns listade i Catalogue of Life.